# 2080
L'any 2080 (MMLXXX) serà un any comú que començarà en dilluns segons el calendari gregorià, l'any 2080 de l'era comuna (CE) i Anno Domini (AD), el 80è any del tercer mil·lenni, el 80è any del segle xxi, i el primer any de la dècada del 2080.

## Esdeveniments
Països Catalans
- 18 de febrer, Barcelona: Es compleixen 100 anys de la presentació del primer volum del Diccionari etimològic i complementari de la llengua catalana de Joan Coromines.

Resta del món
- 12 de setembre, Turquia: Es compleixen 100 anys del cop d'estat del 1980 a Turquia, de caràcter militar, que instaurà un govern militar durant tres anys.
- 21 de desembre, Galícia: Es compleixen 100 anys de la celebració del referèndum en què resultarà ratificat l'Estatut d'Autonomia de 1980.

Prediccions
- Segons l'Informe de modernització de la Xina, s'espera que la Xina sigui un dels països més desenvolupats del món, equivalent al nivell dels Estats Units de principis del segle xxi.[1]